# Richard-Lenoir (stanice metra v Paříži)
Richard-Lenoir je nepřestupní stanice pařížského metra na lince 5 v 11. obvodu v Paříži. Nachází se jižně od křižovatky ulic Boulevard Richard-Lenoir, pod kterým vede linka 5, a Rue Pelée.

## Historie
Stanice byla otevřena 17. prosince 1906 v rámci prodloužení linky ze stanice Mazas (nyní Quai de la Rapée) do Lancry (dnes Jacques Bonsergent).
V roce 2007 prošla stanice rekonstrukcí.

## Název
Jméno stanice je odvozeno od názvu ulice Boulevard Richard-Lenoir. François Richard (1765–1839) a Joseph Lenoir-Dufresne (1768–1806) byli majitelé textilní manufaktury. Po smrti Lenoir-Dufresna jeho společník přijal částečně jeho jméno na paměť společné firmy a nazýval se François Richard-Lenoir.

## Vstupy
Stanice má dva východy: na Boulevardu Richard-Lenoir u domu č. 65 poblíž ulice Rue Pelée a u křižovatky s ulicí Rue Sylvia Gaby.